# Дъбравица
Дъбравица е село в Североизточна България. То се намира в община Антоново, област Търговище.